# Ikue Mori

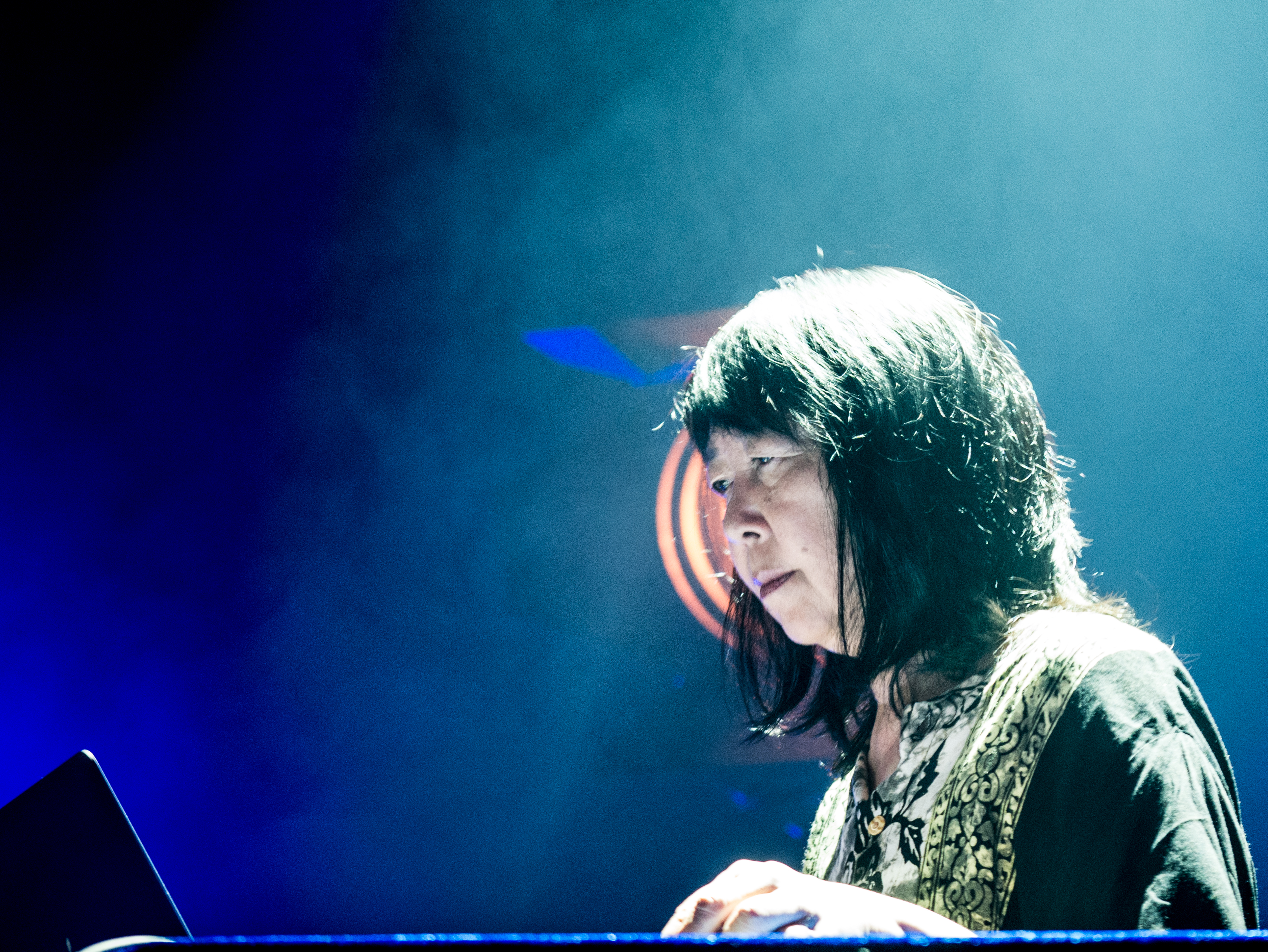
Ikue Mori beim Moers Festival 2017

Ikue Mori (jap. もり いくえ, Mori Ikue; * 17. Dezember 1953 in der Präfektur Tokio, auch bekannt als Ikue Ile) ist eine japanische Avantgarde-Musikerin (Schlagzeug, Electronics, Komposition) und Grafikdesignerin. Durch ihren unkonventionellen Umgang mit Sampler, Notebook und anderen Möglichkeiten der elektronischen Sound-Manipulation veränderte sie „nachhaltig das Klangspektrum in Jazz und Pop.“

## Leben und Wirken
Mori lebte zunächst in Japan, wo sie an der Takabi Art School studierte. 1977 ging die Künstlerin für einen Besuch nach New York City, wo sie seither lebt. 1978 gründete sie mit Arto Lindsay und Robin Crutchfield (später: Tim Wright) die No-Wave-Band DNA, die zunächst auf Brian Enos Kompilation No New York Aufmerksamkeit erregte. Die Gruppe strukturierte freie Improvisationen und Noise-Experimente im Format von Rock-Songs. Anschließend gründete sie die Frauenbands Sunset Chorus (in New York) und Electrified Fukuko (in Japan). Auch arbeitete sie mit John Zorn, Elliott Sharp, Tom Cora, Zeena Parkins und Jim Staley. Mit der Sängerin Tenko wirkte sie 1993 in Death Praxis zusammen. 1995 erschien das Album Painted Dessert, das sie mit Marc Ribot und Robert Quine einspielte. Im gleichen Jahr gründete sie mit Kato Hideki und Fred Frith das Trio Death Ambient, das die Alben Death Ambient (1995), Synaesthesia (1999) and Drunken Forest (2007) veröffentlichte.
Seit 1985 verwendet Mori anstelle des Schlagzeugs zunehmend Drumcomputer, mit denen sie einen ganz eigenen, sensitiven Stil kreiert hat. Seit der Jahrtausendwende findet in den Projekten der Künstlerin auch der Laptop Einsatz, mit dem sie Signaltöne besser kontrollieren und ihre Soundmöglichkeiten erheblich erweitern konnte.
1999 arbeitete Mori mit Kim Gordon, Thurston Moore, Jim O’Rourke und Stephen Malkmus im Projekt Kim's Bedroom. Im Trio Mephista arbeitete sie mit der Pianistin Sylvie Courvoisier und der Schlagzeugerin Susie Ibarra. 2002 trat sie mit Marina Rosenfeld bei den Donaueschinger Musiktagen auf.
Neben Alben unter eigenem Namen (wie The Garden, 1996) und Soundtracks, etwa für Abigail Child, arbeitete sie mit Dave Douglas, Butch Morris, DJ Olive, Mr. Bungle, Annie Gosfield, Caetano Veloso, Mark Nauseef, Mike Patton, dem Rova Saxophone Quartet, Lotte Anker und dem Ensemble Modern. Sie gestaltete auch das Albumcover für 1930 von Merzbow.

## Auszeichnungen und Preise
1999 erhielt Mori den Prix Ars Electronica für digitale Music. 2006 wurde sie mit dem Foundation for Contemporary Arts Grants to Artists Award bedacht. 2019 wurde sie neben Evan Parker mit dem hochdotierten Instant Award in Improvised Music ausgezeichnet. 2022 wurde sie mit dem MacArthur Fellowship Award („Genie-Preis“) geehrt.

## Diskographische Hinweise
- ROVA Channeling Coltrane: Electric Ascension + Cleaning the Mirror (RogueArt, 2016)
- Obelisk (Tzadik, 2017)
- Kaze & Ikue Mori: Sand Storm (2020), mit Natsuki Tamura, Christian Pruvost, Satoko Fujii, Peter Orins
- Kaze & Ikue Mori: Crustal Movement (Circum-Libra Records, 2023)